# تشارلز والتر سيمبسون
تشارلز والتر سيمبسون هو رسام كندي، ولد في 16 أبريل 1878 في مونتريال في كندا، وتوفي بنفس المكان في 16 سبتمبر 1942.